# ФК Милтън Кийнс Донс
Футболен клуб Милтън Кийнс Донс (на английски: Milton Keynes Dons Football Club) е професионален футболен отбор от град Милтън Кийнс, Англия. Клубът е наследник на лондонския ФК Уимбълдън. Съществува със сегашното си име от 21 юни 2004 г., а от септември 2003 клубната база и стадион се намират в Милтън Кийнс. Против преместването на отбора се обявяват немалка част от привържениците на Уимбълдън и през 2002 основават друг клуб в югозападен Лондон – АФК Уимбълдън.

## История
През 2000 година консорциум, включващ музикалния промоутър Питър Уинкелмън, ASDA (дъщерно дружество на Уол-Март) и IKEA, проучва възможностите за инвестиция в търговски комплекс в Милтън Кийнс, който включва и изграждането на футболен стадион за професионален футбол. Поради липсата на утвърден професионален отбор в Милтън Кийнс, инвеститорите провеждат преговори с елитните Барнет, Лутън Таун, К. П. Р., Кристъл Палас и Уимбълдън, с цел привличането на подобен отбор към проекта. През 2001 договорка е постигната с новоназначения президент на Уимбълдън, Чарлс Копел, който вижда предложението като последна възможност, чрез която да спаси клуба от сигурен фалит. Към този момент Уимбълдън няма собствена база, а използва под наем тази на Кристъл Палас и не успява да постигне договорка за играждането на спортен комплекс в нито един от районите на южен Лондон. Също така има солидни задължения към кредитори и е един от най-нискобюджетните отбори в Чемпиъншип. Въпреки масовите протести от страна на феновете през 2 август 2001 година, Чарлс Копел обявява, че клубът проучва възможността да се премести в Милтън Кийнс. След като английската футболна лига (футболната асоциация, която отговаря за организацията на Чемпиъншип, Първа лига и Втора лига) първоначално отказва на Уимбълдън да бъде преместен, ръководството на клуба обжалва решението пред Английската футболна асоциация, която от своя страна назначава независима тричленна комисия да определи дали Уимбълдън може да се премести в Милтън Кийнс. Въпреки негативните становища от страна на футболната общност, тричленната комисия приема с два гласа срещу един решението на Уимбълдън да започне процедура по преместване.
Голяма част от протестиралите през последните месеци фенове се дистанцират от решението на клуба и асоциацията и през юни 2002 създават свой собствен клуб в аматьорските нива, който наричат АФК Уимбълдън. Новодъздаденият клуб постига споразумение с ФК Кингстониън за използването на спортната им база. В същото време Уимбълдън среща проблеми с преместването си в Милтън Кийнс въпреки желанието си да го направи веднага. Новият спортен комплекс е далеч от завъшрване и се налага да остане на Селхърст Парк до септември 2003, докато бъде намерен временен вариант. След края на сезон 2002/03 клубът изпада в несъстоятелност и е назначен временен синдик – процедура известна като администрация в британския футбол. Голяма част от футболистите са разпродадени, а след края на сезон 2003/04 клубът изпада в третото ниво на английския футбол. Националният хокеен стадион в Милтън Кийнс е приспособен за провеждане на футболни срещи и през септември 2003, Уимбълдън провежда първата си среща на новия си стадион. Девет месеца по-късно компанията Inter MK Group, оглавявана от Питър Уинкелмън, откупува клуба от норвежките му собственици. След като клубът осигурява финансовото си бъдеще, исканията на кредиторите са удовлетворени и финансовата администрацията отпада, новото ръководство променя името, цветовете и клубната емблема. Отборът е преименуван на Милтън Кийнс Донс, а новата емблема включва римските цифри „MMIV“ (2004), симолизиращи новото начало за клуба.

## Успехи
- Трофей на Футболната лига:
  - Носител: 2007 – 08[1][2]
- Втора футболна лига (4-то ниво)
  - Шампион: 2007 – 08[3][4]
  - Трето място (промоция): 2018 – 19
- Първа футболна лига
  - Второ място: 2014 – 15[5]

## Мениджъри
| Име                                | Нац | От            | До            | Данни | Данни | Данни | Данни | Данни  |
| Име                                | Нац | От            | До            | М     | П     | Р     | З     | %      |
| ---------------------------------- | --- | ------------- | ------------- | ----- | ----- | ----- | ----- | ------ |
| Стюърт Мърдок                      |     | Май 2002      | Ноември 2004  | 122   | 35    | 65    | 22    | 28.69% |
| Джими Джилигън (временен мениджър) |     | Ноември 2004  | Декември 2004 | 4     | 2     | 2     | 0     | 50%    |
| Дани Уилсън                        |     | Декември 2004 | Юни 2006      | 81    | 25    | 32    | 24    | 30.86% |
| Мартин Алън                        |     | Юни 2006      | Май 2007      | 46    | 25    | 9     | 12    | 54.35% |
| Пол Инс                            |     | Юни 2007      | Юни 2008      | 55    | 35    | 11    | 9     | 63.64% |
| Роберто Ди Матео                   |     | Юли 2008      | Юни 2009      | 40    | 22    | 7     | 12    | 55%    |
| Пол Инс                            |     | Юли 2009      | Май 2010      | 44    | 22    | 4     | 18    | 50%    |
| Карл Робинсън                      |     | Май 2010      | Октомври 2016 | 346   | 147   | 81    | 118   | 42.49% |
| Ричи Баркър (временен мениджър)    |     | Октомври 2016 | Декември 2016 | 8     | 2     | 3     | 3     | 25%    |
| Роби Нилсън                        |     | Декември 2016 | Януари 2018   | 67    | 25    | 18    | 24    | 37.31% |
| Дан Микичи                         |     | Януари 2018   | Април 2018    | 16    | 3     | 3     | 10    | 18.75% |
| Кейт Милън (временен мениджър)     |     | Април 2018    | Юни 2018      | 3     | 1     | 0     | 2     | 33.33% |
| Пол Тисдейл                        |     | Юни 2018      | Ноември 2019  | 73    | 31    | 13    | 29    | 42.47% |
| Ръсел Мартин                       |     | Ноември 2019  | Август 2021   | 80    | 30    | 19    | 31    | 37.5%  |
| Дийн Люингтън (временен мениджър)  |     | Август 2021   | Август 2021   | 1     | 0     | 1     | 0     | 0%     |
| Лиъм Манинг                        |     | Август 2021   | Декември 2022 | 83    | 40    | 15    | 27    | 48.19% |
| Дийн Люингтън (временен мениджър)  |     | Декември 2022 | Декември 2022 | 2     | 1     | 0     | 1     | 50%    |
| Брадли Джонсън (временен мениджър) |     | Декември 2022 | Декември 2022 | 1     | 0     | 0     | 1     | 0%     |
| Марк Джаксън                       |     | Декември 2022 | Май 2023      | 25    | 6     | 9     | 10    | 24%    |
| Греъм Александър                   |     | Май 2023      | Октомври 2023 | 16    | 6     | 4     | 6     | 37.5%  |
| Майк Уилямсън                      |     | Октомври 2023 |               |       |       |       |       |        |